# フアン・フォイス
フアン・マルコス・フォイス（Juan Marcos Foyth、1998年1月12日 - ）は、アルゼンチン・ラプラタ出身のサッカー選手。ラ・リーガ・ビジャレアル所属。アルゼンチン代表。ポジションはDF(CB、RSB)。

## 経歴

### クラブ

#### エストゥディアンテス
地元名門クラブのエストゥディアンテスでキャリアをスタート。プレーを始めた当初は攻撃的ミッドフィールダーだったが、16歳でセンターバックにコンバートされた経歴を持つ。2017年1月、クラブと2019年6月までのプロ契約を締結。中断期間を挟んだ2017年3月の16節パトロナート・デ・パラナ戦でトップチームデビュー、フル出場を果たした。

#### トッテナム・ホットスパー
2017年8月、プレミアリーグのトッテナム・ホットスパーに移籍。移籍金は19歳のディフェンダーとしては高額となる1300万ユーロ(800万ポンド)で契約は2022年までの5年。2017年9月のフットボールリーグカップ・バーンズリー戦で加入後初出場を果たした。
2018-19シーズンの11月3日のウルヴァーハンプトン・ワンダラーズ戦でリーグ戦初出場を果たすが、2つのPKを献上するミスもあった。試合は3-2でトッテナム・ホットスパーが勝利した。
2019年8月にプレシーズンマッチで左足首の靭帯を負傷し離脱した。

#### ビジャレアル
2020年10月4日、ビジャレアルへのローン移籍が発表された。
2021年6月11日、ビジャレアルへの完全移籍が決まった。

### 代表
2017年、U-20アルゼンチン代表の一員として南米ユース選手権とU-20ワールドカップに出場した。
2017年9月、イラク代表及びブラジル代表との親善試合に挑むアルゼンチン代表のメンバーに初招集された。
コパ・アメリカ2019に出場する代表メンバーに選出された。
2022 FIFAワールドカップに出場する代表メンバーに選出された。

## 個人成績
| 所属クラブ               | シーズン | リーグ | リーグ | 国内杯 | 国内杯 | リーグ杯 | リーグ杯 | 欧州戦 | 欧州戦 | クラブW杯 | クラブW杯 | 国内SC | 国内SC | 欧州SC | 欧州SC | 期間通算 | 期間通算 |
| 所属クラブ               | シーズン | 出場   | 得点   | 出場   | 得点   | 出場     | 得点     | 出場   | 得点   | 出場      | 得点      | 出場   | 得点   | 出場   | 得点   | 出場     | 得点     |
| ------------------------ | -------- | ------ | ------ | ------ | ------ | -------- | -------- | ------ | ------ | --------- | --------- | ------ | ------ | ------ | ------ | -------- | -------- |
| エストゥディアンテス     | 2017     | 7      | 0      |        |        | -        | -        | 2      | 0      | -         | -         | -      | -      | -      | -      |          |          |
| クラブ通算               |          | 7      | 0      |        |        | 0        | 0        | 2      | 0      | 0         | 0         | 0      | 0      | 0      | 0      |          |          |
| トッテナム・ホットスパー | 2017-18  | 0      | 0      |        |        | 2        | 0        | 1      | 0      | -         | -         | -      | -      | -      | -      |          |          |
| トッテナム・ホットスパー | 2018-19  | 12     | 1      |        |        | 1        | 0        | 2      | 0      | -         | -         | -      | -      | -      | -      |          |          |
| トッテナム・ホットスパー | 2019-20  |        |        |        |        |          |          |        |        | -         | -         | -      | -      | -      | -      |          |          |
| クラブ通算               |          | 12     | 1      |        |        | 3        | 0        | 3      | 0      | 0         | 0         | 0      | 0      | 0      | 0      |          |          |
| 総通算                   |          | 19     | 1      |        |        | 3        | 0        | 5      | 0      | 0         | 0         | 0      | 0      | 0      | 0      |          |          |

## 代表歴

### 出場大会
- U-20アルゼンチン代表
  - 2017年 - FIFA U-20ワールドカップ
- アルゼンチン代表
  - 2019年 - コパ・アメリカ
  - 2022年 - FIFAワールドカップ

### 試合数
- 国際Aマッチ 18試合 0得点（2018年 - ）[16]

| アルゼンチン代表 | 国際Aマッチ | 国際Aマッチ |
| 年               | 出場        | 得点        |
| ---------------- | ----------- | ----------- |
| 2018             | 1           | 0           |
| 2019             | 9           | 0           |
| 2020             | 1           | 0           |
| 2021             | 2           | 0           |
| 2022             | 4           | 0           |
| 2023             | 1           | 0           |
| 通算             | 18          | 0           |

## タイトル

### クラブ
ビジャレアル
- UEFAヨーロッパリーグ: 2020-21

### 代表
アルゼンチン代表
- FIFAワールドカップ: 2022
- CONMEBOL-UEFAカップ・オブ・チャンピオンズ: 2022